# Baie de Hull
La baie de Hull est une baie de l'Antarctique occidental située sur la côte de Ruppert à l'ouest du cap Burks, au nord-ouest de la terre Marie Byrd, et donnant sur l'océan Austral. Elle a été baptisée en l'honneur de l'homme politique américain Cordell Hull.
Le glacier de Hull (en) est situé à proximité et alimente en glace la baie qui n'est pas en eau libre. La baie se situe entre la baie Land (ouest) et le golfe de Wrigley (est), en Terre Marie Byrd.